# دونالد براون (انسان‌شناس)
دونالد براون (انگلیسی: Donald Brown؛ زادهٔ ۱۲ اوت ۱۹۳۴) دانشمند در زمینه انسان‌شناسی اهل ایالات متحده آمریکا است.